# Liste der Bürgermeister von Altrip
Die Liste der Bürgermeister von Altrip umfasst alle Bürgermeister, die seit 1705 die Verwaltung der Ortsgemeinde Altrip leiteten.
In den Urkunden von Altrip kommen seit dem Jahr 1585 sechs Familien immer wieder vor; ihre Namen existieren auch heute noch im Ort. Es sind dies die Namen Hook/Hoock, Hornig, Hört(h), Lemmert, Schweickert und Schneider, die auch in der Liste der Bürgermeister häufig vertreten sind. 1957 wurde der Ortsbürgermeister hauptamtlich. Altrip ist seit Juli 2014 Teil der Verbandsgemeinde Waldsee (am 1. Januar 2016 umbenannt in Verbandsgemeinde Rheinauen). Seit Juli 2014 ist der Ortsbürgermeister ehrenamtlich tätig.
| Zeit      | Name (Partei, Amtsbezeichnung)            |
| --------- | ----------------------------------------- |
| 1705–1724 | Sebastian Metzger (Schultheiß)            |
| 1724–1732 | Hanß Peter Baumann (Schultheiß)           |
| 1732–1765 | Jakob Hennemann (Schultheiß)              |
| 1765–1775 | Johann Peter Baumann (Schultheiß)         |
| 1775–1797 | Bartholomäus (Barthel) Schweikert         |
| 1798–1807 | Jacob Lemmert (Maire)                     |
| 1808–1813 | Nikolaus Hook (Maire)                     |
| 1813–1815 | Andreas Mattheus Transier (Kriegsrechner) |
| 1816–1824 | Michel Hook                               |
| 1824–1831 | Abraham Knauber                           |
| 1831–1834 | Philipp Hörth                             |
| 1834–1838 | Philipp Friedrich Hook                    |
| 1838–1845 | Jacob Hornig                              |
| 1846–1858 | Philipp Hook                              |
| 1859–1865 | Jacob Hornig IV.                          |
| 1865–1868 | Mathäus Hoock                             |
| 1868–1884 | Johann Philipp Hook                       |

| Zeit      | Name (Partei, Amtsbezeichnung) | Porträt |
| --------- | ------------------------------ | ------- |
| 1885–1895 | Philipp Hook I.                |         |
| 1895–1904 | Jakob Hook VII.                |         |
| 1904–1909 | Adam Hört II.                  |         |
| 1909–1914 | Michael Baumann                |         |
| 1914–1920 | Ignatz Baumann                 |         |
| 1920–1924 | Adam Schneider IV.             |         |
| 1925–1930 | Adam Jacob                     |         |
| 1930–1945 | Carl Baumann                   |         |
| 1945–1946 | Fridolin Braun (SPD)           |         |
| 1946–1952 | Adam Jacob, Ehrenbürger 1967   |         |
| 1952–1957 | Philipp Hermann Hook           |         |
| 1957–1967 | Emil Lebherz                   |         |
| 1967–1979 | Michael Marx (SPD)             |         |
| 1979–2004 | Willi Kotter (SPD)             |         |
| 2004–2019 | Jürgen Jacob (parteilos)       |         |
| 2019–0000 | Volker Mansky (parteilos)      |         |